# Tartozék (jog)
A tartozék (latinul: pertinentia) az a mellékdolog, ami nem alkotórész ugyan (önálló dologi létét tehát nem vesztette el), de a fődolog rendeltetésszerű használatához vagy épségben tartásához rendszerint szükséges vagy azt elősegíti. A tartozék a fődolog szolgálatára hivatott anélkül, hogy a fődologgal egy dolgot alkotna.

## A tartozék tulajdonsága
A tartozék a dologkapcsolatok egyik fajtája, az alkotórésszel szemben itt a fődolog és a mellékdolog kapcsolata lazább (például ház és a kályha, csónak és evezőlapát, gyűrű és a gyűrű tokja). Funkcionális-gazdasági összefüggés az, amely a tartozékot a fődologhoz kapcsolja. Az 1928-as Magánjogi törvényjavaslat azt is kimondta, hogy nem minősül tartozéknak az, amit a közfelfogás nem tart annak, még akkor sem, ha átmenetileg egy másik dolog használatához igénybe is veszik (például kenyérsütő-lapátot használnak evező helyett). Tartozék mindig csak ingó dolog lehet. A tulajdonjog a tartozékra csak kétség esetén terjed ki, a fődologra vonatkozó tulajdonjog vélelemszerűen a tartozékra is kiterjed. 

## Külső hivatkozások
- Magyarorszag.hu - tartozék
- Ptk. a tartozékról - 95. § (2)
- Ingatlanjog.hu[halott link]